# Universiade d'hiver de 2001
Navigation
Édition précédente Édition suivante

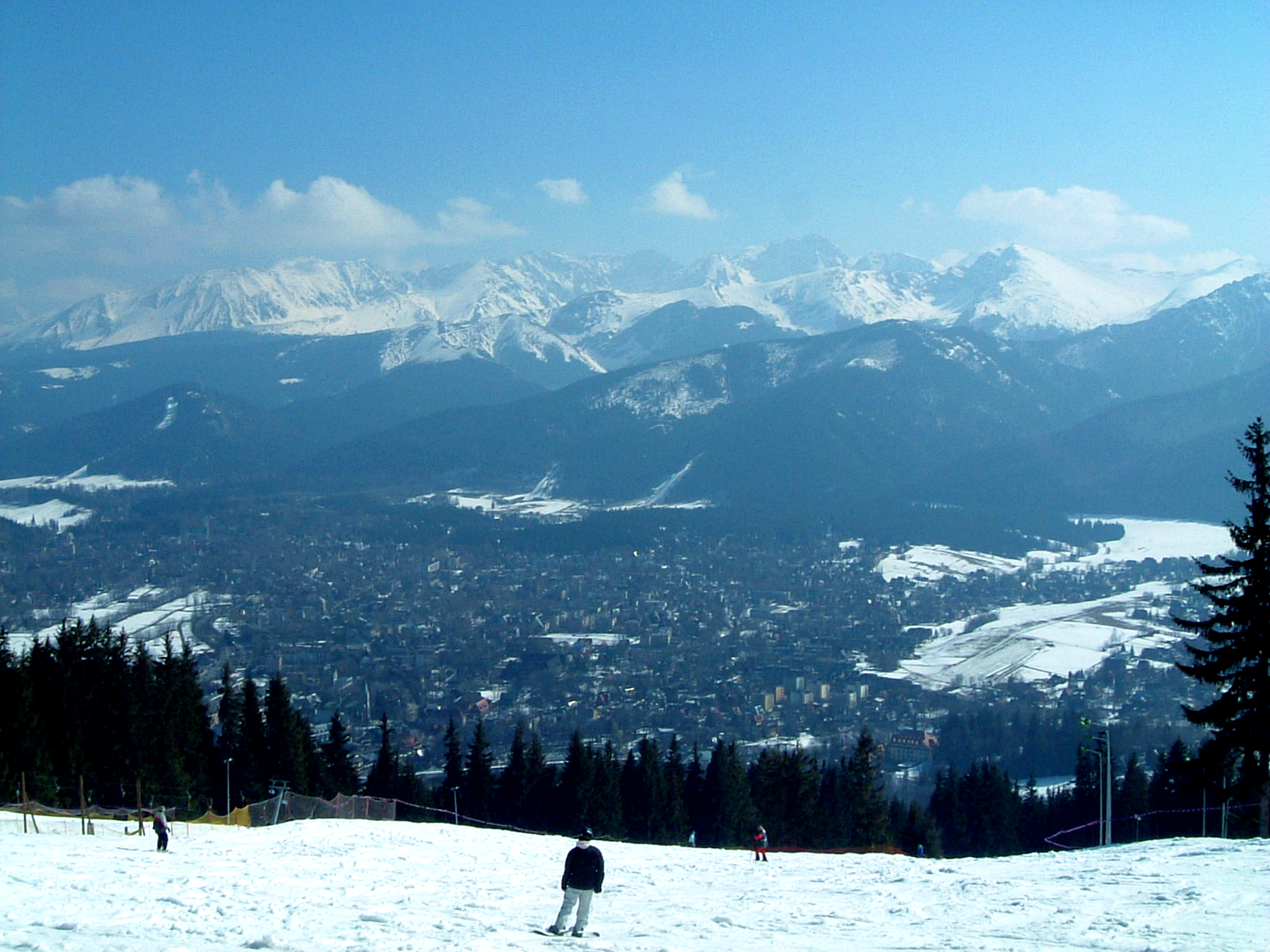

L'Universiade d'hiver 2001 est la 20e édition des Universiades d'hiver. Elle se déroule à Zakopane en Pologne, du 7 janvier au 17 janvier 2001.

## Disciplines
- Biathlon
- Combiné nordique
- Hockey sur glace
- Patinage artistique
- Saut à skis
- Short-track
- Ski alpin
- Ski de fond
- Snowboard

## Tableau des médailles
| Rang | Nation       | Or | Argent | Bronze | Total |
| ---- | ------------ | -- | ------ | ------ | ----- |
| 1    | Russie       | 14 | 9      | 8      | 31    |
| 2    | Corée du Sud | 8  | 4      | 2      | 14    |
| 3    | Pologne      | 8  | 3      | 3      | 14    |
| 4    | Slovénie     | 6  | 4      | 3      | 13    |
| 5    | Suisse       | 5  | 3      | 3      | 11    |
| 6    | Japon        | 3  | 2      | 5      | 10    |
| 7    | Autriche     | 2  | 4      | 3      | 9     |
| 8    | Slovaquie    | 2  | 1      | 3      | 6     |
| 9    | Biélorussie  | 1  | 4      | 4      | 9     |
| 10   | Bulgarie     | 1  | 3      | 1      | 5     |
| 11   | Ukraine      | 1  | 1      | 1      | 3     |
| 12   | États-Unis   | 1  | 0      | 0      | 1     |
| 13   | Chine        | 0  | 3      | 5      | 8     |
| 14   | Italie       | 0  | 3      | 3      | 6     |
| 15   | Finlande     | 0  | 2      | 2      | 4     |
| 16   | France       | 0  | 2      | 0      | 2     |
| 17   | Suède        | 0  | 1      | 0      | 1     |
| 18   | Espagne      | 0  | 1      | 0      | 1     |
| 19   | Hongrie      | 0  | 1      | 0      | 1     |
| 20   | Canada       | 0  | 1      | 0      | 1     |
| 21   | Tchéquie     | 0  | 0      | 2      | 2     |
| 22   | Royaume-Uni  | 0  | 0      | 1      | 1     |
| 23   | Allemagne    | 0  | 0      | 1      | 1     |